# Jeff Frazee
Jeff Frazee (Edina, 13 maggio 1987) è un ex hockeista su ghiaccio statunitense, di ruolo portiere.

## Carriera
Lasciata l'Università del Minnesota nel 2007, firmò per i New Jersey Devils, che lo avevano selezionato al draft 2005 come 38ª scelta. Iniziò giocando per i Lowell Devils, squadra affiliata militante in AHL, esordendo in un incontro con i Worcester Sharks. Nel corso della stagione 2008-2009 stabilì il record societario di vittorie per un portiere in una singola stagione, raggiungendo quota 21 il 19 febbraio 2009 grazie alla vittoria sugli Albany River Rats. Giocò anche per i Trenton Devils della ECHL e per gli Albany Devils dopo il trasferimento della franchigia da Lowell.
Nella stagione 2012-2013 fu spesso convocato dalla prima squadra per giocare come backup di Johan Hedberg, a causa dell'infortunio di Martin Brodeur. Il 9 marzo 2013 esordì in NHL in una sconfitta per 6-3 con i Carolina Hurricanes, subentrando ad Hedberg.
Il 23 agosto Frazee, da free agent, firmò con gli italiani dell'HC Valpellice. Nel maggio del 2014 firmò con il SønderjyskE Ishockey, squadra della Metal Ligaen. Dopo aver trascorso la stagione 2014-15 in DEL2 con i Kassel Huskies Frazee fece ritorno in Danimarca con l'Esbjerg Energy, con cui vinse il titolo.
Dopo una stagione si trasferì all'HDD Olimpija Lubiana, con cui ha disputato il campionato sovranazionale EBEL e il campionato sloveno; la squadra a fine stagione sospese le attività per difficoltà economiche.

## Palmarès

### Club
- Western Collegiate Hockey Association: 1

University of Minnesota: 2007-2008
- Campionato danese: 1

Esbjerg: 2016-2017

### Nazionale
- Campionato mondiale di hockey su ghiaccio Under-18: 1

Rep. Ceca 2005

### Individuale
- AHL All-Star Classic: 1

2009